# Pailón
Pailón är en ort i Bolivia.   Den ligger i departementet Santa Cruz, i den centrala delen av landet, 300 km nordost om huvudstaden Sucre. Pailón ligger 298 meter över havet och antalet invånare är 9 304.
Terrängen runt Pailón är mycket platt. Närmaste större samhälle är Cotoca, 14,2 km sydväst om Pailón.
Omgivningarna runt Pailón är huvudsakligen savann. Trakten runt Pailón är nära nog obefolkad, med mindre än två invånare per kvadratkilometer.